# Aegithalos glaucogularis
Az Aegithalos glaucogularis a verébalakúak (Passeriformes) rendjébe, ezen belül az őszapófélék (Aegithalidae) családjába tartozó faj.

## Rendszerezése
A fajt John Gould angol ornitológus írta le 1855-ben, az Orites nembe Orites glaucogularis néven. Sorolták az őszapó (Aegithalos caudatus) alfajaként Aegithalos caudatus glaucogularis nevet is. Más források szerint Frederic Moore a faj leírója.

## Alfajai
- Aegithalos glaucogularis vinaceus (J. Verreaux, 1870) – közép- és északkelet-Kína;
- Aegithalos glaucogularis glaucogularis (F. Moore, 1855)[2] – keletközép-Kína.

|  |

## Előfordulása
Délkelet-Ázsiában, Kína területén honos. Természetes élőhelyei a mérsékelt övi erdők szélei és cserjések. Állandó, nem vonuló faj.

## Megjelenése
Testhossza 16 centiméter.

## Életmódja
Többnyire rovarokkal táplálkozik.

## Természetvédelmi helyzete
Az elterjedési területe rendkívül nagy, egyedszáma pedig stabil. A Természetvédelmi Világszövetség Vörös listáján nem fenyegetett fajként szerepel.